# Yirol (See)
Yirol (auch: Yirrol, Yirul; arabisch بحيرة ييرول) ist ein See im Bundesstaat Lakes des Südsudan. Er liegt im Zentrum des Landes am Wadi Khor Nam.

## Geographie
Der See liegt an einem Ausläufer des Wadi Khor Nam, welches von Südosten nach Nordwesten zieht. Der See erstreckt sich von der Ostgrenze des Wadi nach Nordosten bis Nyaliet. Die gleichnamige Stadt Yirol liegt am Südostende des Sees, am Übergang in das Wadi Khor Nam, zusammen mit dem Ort Abiem. Auf der Südostseite des Sees verläuft auch die Hauptstraße. 
Im Umfeld des Sees liegen außerdem die Orte Burtiit, Akeu, Aromnyiel und Yepich.

## Geschichte
Der See war Schauplatz eines Flugzeugabsturzes am 9. September 2018.
Unter den Toten waren ein italienischer Arzt und der anglikanische Bischof Simon Adut Yuang.